# Anisodes excavaria
Anisodes excavaria är en fjärilsart som beskrevs av William Schaus 1901. Anisodes excavaria ingår i släktet Anisodes och familjen mätare. Inga underarter finns listade i Catalogue of Life.